# Infierno, canto vigesimoprimero

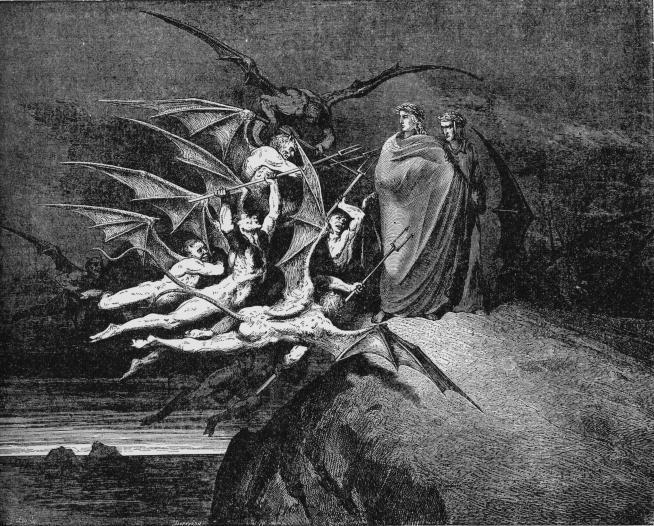
E volser contra lui tutt'i runcigli; ma el gridò: «Nessun di voi sia fello!» (XXI, vv. 71-72). Ilustración de Paul Gustave Doré.

El canto vigésimo primero del Infierno de Dante Alighieri se sitúa en la quinta bolgia del octavo círculo, donde son castigados los malversadores. Estamos en la mañana del 9 de abril de 1300 (Sábado Santo), o según otros comentadores del 26 de marzo de 1300.

## Incipit
Canto XXI, il quale tratta de le pene ne le quali sono puniti coloro che commisero baratteria, nel quale vizio abbomina li lucchesi; e qui tratta di dieci demoni, ministri a l'offizio di questo luogo; e cogliesi qui il tempo che fue compilata per Dante questa opera.

## Análisis del canto

### La bolgia de los estafadores - versos 1-22
Continuando a hablar de cosas que no se cuentan en la "Comedía", Dante y Virgilio llegan al final del puente que da sobre la quinta bolgia, y mirando hacia abajo Dante la ve "admirablemente oscura". En el fondo hierve una negra pez y para describirla Dante inicia una larga similitud con aquella que en invierno se hace hervir en el Arsenal de Venecia. El invierno era de hecho la época de manutención de los barcos y Dante se alarga describiendo con detalle la actividad de los obreros navales: cuando no se puede navegar está quien construye nuevos barcos, quien llena los lados de estopa, quien remacha la proa y quien la popa, quien fabrica remos y quien retuerce maromas, quien repara el palo menor o de mesana. Dante describe con tal detalle que parece que lo está viendo en aquel momento, con tal conocimiento también de términos técnicos que algunos hipotizaron que Dante realmente había estado en Venecia viendo las canteras navales, teoría que no encuentra confirmación en la cronología de la biografía del poeta.
Dante está aquí viendo la brea que hierve, pero aquí en el Infierno no hierve a causa del fuego que la calienta, sino por "divino arte". El poeta está un poco sorprendido de no ver algún condenado, sino solo el hervor. 

### Llegada de un pecador - vv. 22-57

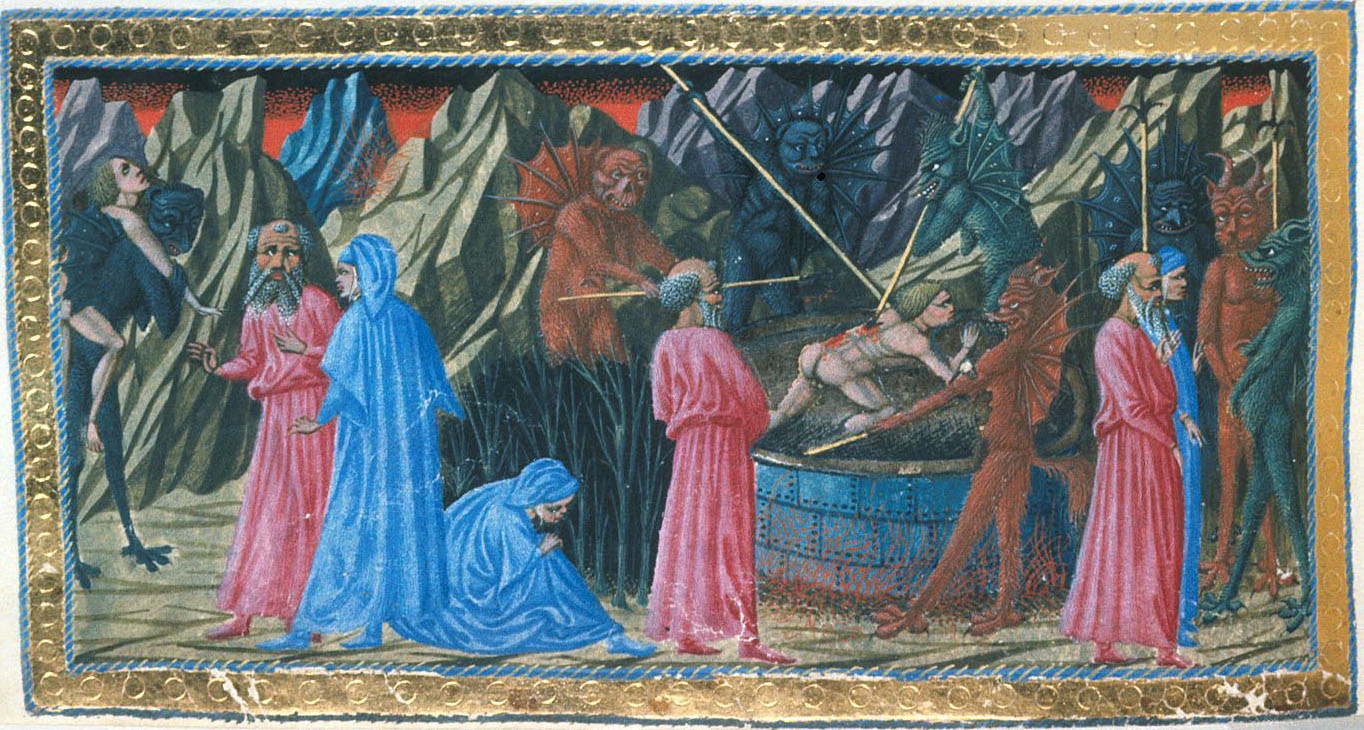
Canto XXI, Priamo della Quercia.

Mientras el poeta está así observando no se da cuenta de una sombra negra que se le acerca por la espalda. "¡Cuidado, cuidado!"  le dice Virgilio, y Dante se gira, pero "como quien se tarda / en ver lo que le conviene huir" él queda congelado por el miedo del peligro ya muy cercano (notar el suspenso hasta que el peligro no es explícitamente descrito). Se trata de un "diablo negro", que detrás de los dos poetas está corriendo por el puente. Trae en los hombros a un pecador doblado en dos al que tenía por el pie agarrado del jarrete. Dante tiene miedo, pero no se desmaya. Como en una farsa el diablo ignora a los dos peregrinos e inicia a gritar: (perífrasis) "¡Oh Malebranche!, aquí hay uno de los ancianos de Santa Zita (Lucca, ciudad devota a la Santa). Metanlo abajo, que yo regreso en aquella ciudad que está bien llena de estos pecadores: allí todos son estafadores, salvo Bonturo (frase irónica, Bonturo Dati era el más corrupto de Lucca), allí el no con el dinero se transforma en ita (es decir pasada, una deliberación etc).
En la brea son castigados entonces los estafadores, que en el léxico del Medioevo indicaba generalmente los tramposos que birlaban dinero en forma turbia u obtenían otras ventajas con la astucia. Por lo tanto, son castigados, más específicamente, también los extorsionadores y magistrados corruptos. El contrapaso es más bien genérico y consiste en el hecho que como en vida ellos actuaron cubiertos, ahora están inmersos en la oscuridad de la brea (como es sintetizado en el verso 54). Los diablos, será dicho en seguida, tienen la tarea de lastimar a quienes intenten aunque sea aparecer, un poco como hacen los vasallos de los cocineros cuando empujan hacia abajo la carne que sobresale de una olla que hierve (similitud del verso 55-57). Ellos no son interpretables según un preciso contrapaso, pero su presencia provocará un episodio entre el chistoso y el grotesco que tendrá como tema principal el de la astucia y que será desarrollado también en los próximos dos cantos.
El diablo entonces descarga su carga y va hacia atrás de nuevo hacia una roca, más rápido que un perro que persigue a un ladrón. Inicia aquí una larga y prolífica serie de similitudes animalescas que Dante usa continuamente en este bolgia: se deben por la bestialidad de estos condenados, y también para enfatizar el estilo cómico de las escenas que el poeta se apresura a describir, donde la estructura es parecida a las comedias populares teatrales.
El condenado, según estudios de archivo sobre la fecha de muerte de un miembro del consejo de los ancianos de Lucca en el período pascual del 1300, sería Martino Bottario.
Después de ser arrojado en la brea por el diablo el castigado resurgió curvado lleno de brea. Entonces los diablos, escondidos bajo el puente, inician a burlarse de él con ironía "¡Aquí no ha lugar el Santo Rostro!" (es decir: "¡Eh no, aquí no está la Santa Faz de Lucca!") que se puede entender de dos formas: como el condenado se levantó como para rezar a la santa reliquia del Domo de Lucca, o en manera más blasfema que más se adapta al lenguaje de los diablos, como el condenado todo negro se levantó igual que la Faz de Lucca, que es justamente un Cristo de madera negro. Siguen después "aquí no se nada como en el Serchio, si no quieres sentir nuestros garfios no te asomes de la brea". Y mientras lo hincan con cien garfios continúan con su sarcasmo: " Conviene que oculto aquí bailes de modo que, si puedes, ocultamente arrebates."

### Coloquio entre Virgilio y Malacoda - vv. 58-114

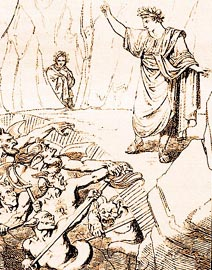
Virgilio y los diablos escondidos debajo del puente, ilustración de Bartolomeo Pinelli.

Es el momento de que entren en escena los dos poetas. Virgilio hace esconder a Dante detrás de una roca para que no lo vean y le dice que no se preocupe por él: no le sucederá nada porque conoce el camino y ya la hizo (Dante imaginó que Virgilio ya descendió al Infierno poco después de su muerte, episodio narrado en Inf. IX, 22). Virgilio entonces atraviesa el puente y llegando sobre la sexta orilla (que divide la quinta bolgia de la sexta) está con la frente en alto como ostentando seguridad. Como los perros que se tiran contra un pobre que pide limosna y aquel se ve obligado a tirarse hacia atrás y pedirle desde allí, así Virgilio se encuentra circundado por los diablos que salieron de debajo del puente. Pero Virgilio grita "¡Que ninguno de vosotros se atreva!", y así deteniéndolos. Continua después pidiendo que le dejen hablar antes de ser garfiado por ellos. A lo que los diablos responden: "¡Ve Malacoda!". Malacoda podría considerarse el capitán de este "tropa" de diablos (que dentro de poco darán lugar a una parodia militar) y se presenta ante Virgilio diciendo "¿Qué le aprovecha?". Virgilio, llamando al diablo por su nombre, le explica que si llegaron hasta allí, superando todos los obstáculos infernales, como puede él no creer que no fue hecho gracias a la voluntad divina. Variando un poco el vuolsi così colà dove si puote, Virgilio sorprende al diablo con su misión divina y Malacoda deja caer los garfios al suelo y le dice a los otros diablos que no los lastimen. Virgilio llama entonces a Dante, que sale de su escondite y se apura a alcanzar a su maestro. Los diablos entonces lo rodean y Dante cree que no van a cumplir con lo prometido, y se compara con los infantes pisanos de la Roca de Caprona cuando, después de la rendición del 6 de agosto de 1289, salieron delante de sus enemigos amenazantes. Se trata de un episodio secundario de la Batalla de Campaldino a la cual Dante dice haber asistido.
Dos diablos "simples" del grupo entonces continúan mirando a Dante con maldad, que está apoyado sobre la espalda de Virgilio, y hablan entre ellos haciendo de cuenta que Dante no los escucha: "¿Quieres que lo toque?", "Sí, haz que se le clave". Pero Malacoda se apresura a decir "¡Quieto! ¡Quieto, Scarmiglione!". Estos diablos son amenazantes, pero no hay nada de aterrador en sus acciones. Dante no está indignado o atónito, sino que está como un simple actor que sabe que no debe tener miedo.
Fecha del viaje dantesco - vv. 106-114
La atención vuelve sobre el diálogo de Malacoda con Virgilio: "No pueden seguir más allá de esta orilla porque el puente está roto al final de la bolgia. Pero si siguen caminando sobre esta roca, más adelante hay otro puente. Justamente ayer, cinco horas antes que ahora, el camino roto cumplió mil docientos sesenta y seis años" (perífrasis de los versos 106-114). Notable es el sentido grotescamente ridículo que Dante logró hacer con su poesía en este diálogo: en todo el Infierno bien o mal todos los varios guardianas y seres diabólicos cedieron el paso, pero ninguno se puso a dar información "turística" a los dos peregrinos salvo este "pobre diablo". Además su precisa referencia horaria recuerda el gag de un cómico que sin interés da un dato así de preciso que parece que no pensó en otra cosa que en calcularlo en los últimos mil años. 

La referencia es igualmente muy valiosa para dar fecha al viaje imaginario de Dante: si de hecho él consideraba que Jesús hubiese muerto al mediodía del 25 de marzo del 34 (el día de la Crucifixión en aquel tiempo se decía que coincidiese con el aniversario de la encarnación), de estos versos se extrae que en aquel momento eran las siete de la mañana del 26 de marzo y que, en consecuencia, el viaje dantesco inició el 5 de marzo de 1300. Aunque el pasaje en examen no hace referencia a alguna solemnidad religiosa, sino que proporciona simplemente una medida de tiempo precisa a la hora, algunos comentadores, suponiendo que Dante no considerase la manera "móvil" sino fija la fecha de Pascua, lo retienen un indicio del hecho que él inició su viaje el Viernes Santo, es decir el 8 de abril de 1300.

### La patrulla de los diablos - vv. 115-139

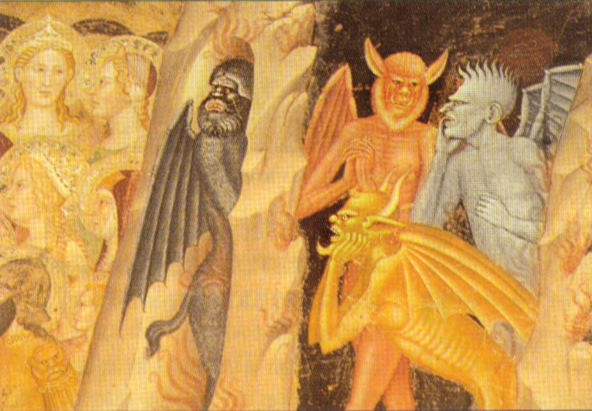
Diablos medioevales, Andrea de Bonaiuto, detalle de los frescos en el Capilla de los Españoles (1365 circa), Santa María Novella, Florencia.

Malacoda sigue mandando una tropa de diez diablos, encargada de controlar que los condenados no salgan de la brea, y decide que acompañen a los dos peregrinos, serenándolos diciendo que no serán castigados. Inicia entonces a llamar uno por uno a los diablos:

"Adelante, Alichino y Calcabrina," 

comenzó a decir, "y tú Cagnazzo;

y que Barbariccia guíe la decena.

Libicocco venga luego y Draghignazzo,

Ciriatto, colmilludo y Graffiacane

y Farfarello, y el loco de Rubicante.
vv. 118-123

Esta pintoresca escolta, que solo se puede imaginar por los nombres y los varios adjetivos que Malacoda da a los diablos, se presenta entonces como tropa militar lista para partir. Pero Dante está un poco turbado por esta escolta no pedida y temiendo de ellos alguna fea sorpresa se lamenta con Virgilio a escondidas: (perífrasis) "Maestro, ¿pero qué significa esto? Tu la ruta la conoces, ¿por qué no vamos solos? Yo la escolta no la pido...no ves como rechinan los dientes y como se amenazan entre ellos?". Dante de hecho notó que los diablos se entienden entre ellos: en el próximo canto se descubrirá que Malacoda estaba mintiendo deliberadamente, y los otros estaban al tanto del juego, después de todo este es el giro de los "fraudulentos". Pero Virgilio lo serena ingenuamente, diciendo que esos son signos que ellos hacen por cuestiones relacionadas con los condenados, no a ellos. Veremos dentro de poco de nuevo (después del episodio de los muros de Dite) como Virgilio-"personificación de la Razón" a veces es engañado por la "malicia", por bajezas así de vulgares que para él después de todo son inconcebibles.
Los diablos se ponen entonces como pelotón con la lengua lista entre los dientes para imitar el canto de partida, esperando el gesto de su "duca", es decir de su guía Barbariccia:

y este había hecho de su culo una trompeta.
v. 139

Se cierra con este gesto sucio, pero dignisimo de la situación, el primer acto de la "comedia" infernal.

## Dante y el estilo cómico
El canto se abre con la mención de la "Comedia" que Dante está escribiendo, en un inciso aparentemente marginal pero lleno de significado: según la doctrina medieval de los estilos, de hecho, la Comedia de Dante sería una obra en estilo medio y con contenidos bajos. Esta medianía del estilo esconde en realidad el sublime cristiano ejemplificado en la Biblia, obra humilde en la forma, porque se dirige a todos narrando la vida de personas simples, pero sublime en los contenidos, desde el momento que habla de la salvación de toda la humanidad.
El canto, así como lo siguiente que también hablan de los estafadores, es "cómico" en cuanto tiene los movimientos propios de una comedia representada sobre el escenario: la escena se anima con una pluralidad de personajes las cuales palabras y acciones se entrelazan con ritmo movido (raro en Dante, que se siente mejor concentrándose sobre solo figuras aisladas). Tal movimiento narrativo está anticipado por la similitud que describe la brea, alargándose a representar, con gran viveza, toda la actividad del arsenal de Venecia durante el invierno, cuando los barcos no pueden navegar y se ocupa entonces de la manutención de estos. El tono del canto pasa de burlesco a irónico. El léxico generalmente popular, las otras similitudes tomadas de las situaciones más humildes (la carne que flota, el mendigo que pide plata). Los diablos, más que inspirándose en la tradición clásica como con muchos otros custodios del Infierno, responden a la fantasía popular: suma también al tono particular de la narración también la enumeración de sus nombres, todos inventados salvo dos que son tomados de la tradición medieval (Alichino, que después se transformará en Arlequín en las comedias, y Farfarello). Y ya en esta primera parte se pueden distinguir algunos matices de la comicidad usada: las burlas hacia el nuevo condenado, que no debe creer que se encuentra en el Serchio, la ironía sobre Bonturo, la parodia "heroico-cómica" de la marcha militar, la mueca blasfema, el grotesco en los nombres y las formas de los diablos, el juego de la astucia en el diálogo entre Virgilio y Malacoda, el vulgar "plebeyo" en el pecho de Barbariccia...
Algunos críticos del '800, desde Francesco De Sanctis, negaron la existencia de un Dante cómico, enfatizando en cambio el sarcasmo superior, aunque pesaba sobre estas evaluaciones el prejuicio de que la poesía comprometida no podía ser cómica. Algunos (Riccardo Bacchelli, Natalino Sapegno) enfatizaron los aspectos atroces de este canto, que están presente pero en una luz totalmente ausente de dolor y miedo, o más bien enfatizaron una consternación del poeta un poco forzada. También una posible explicación alegórica del pasaje dio en algunos casos resultados forzados e inadmisibles.